# Championnat d'Irlande de football 1970-1971
Navigation
Édition précédente Édition suivante
Le Championnat d'Irlande de football en 1970-1971. Cork Hibernians remporte un championnat très serré. Cork et Shamrock Rovers étant à égalité de points à la fin du championnat, un match d'appui est organisé. Cork Hibernians l'emporte 3 buts à 1. Le triple champion Waterford United termine sur le podium 1 point derrière le duo de tête.

## Les 14 clubs participants
- Athlone Town Football Club
- Bohemian Football Club
- Cork Celtic Football Club
- Cork Hibernians Football Club
- Drogheda United Football Club
- Drumcondra Football Club
- Dundalk Football Club
- Finn Harps Football Club
- Limerick Football Club
- St. Patrick's Athletic Football Club
- Shamrock Rovers Football Club
- Shelbourne Football Club
- Sligo Rovers Football Club
- Waterford United Football Club

## Classement
| Rang | Équipe                    | Pts | J  | G  | N  | P  | Bp | Bc | Diff |
| ---- | ------------------------- | --- | -- | -- | -- | -- | -- | -- | ---- |
| 1    | Cork Hibernians           | 35  | 26 | 12 | 11 | 3  | 38 | 17 | +21  |
| 2    | Shamrock Rovers           | 35  | 26 | 14 | 7  | 5  | 49 | 38 | +11  |
| 3    | Waterford United T        | 34  | 26 | 13 | 8  | 5  | 49 | 34 | +15  |
| 4    | Bohemians FC              | 33  | 26 | 12 | 9  | 5  | 38 | 25 | +13  |
| 5    | Cork Celtic               | 31  | 26 | 11 | 9  | 6  | 44 | 27 | +17  |
| 6    | Finn Harps                | 30  | 26 | 13 | 4  | 9  | 54 | 42 | +12  |
| 7    | Limerick FC C             | 28  | 26 | 10 | 8  | 8  | 36 | 31 | +5   |
| 8    | Shelbourne FCCL           | 27  | 26 | 10 | 7  | 9  | 32 | 30 | +2   |
| 9    | Dundalk FC                | 25  | 26 | 7  | 11 | 8  | 37 | 33 | +4   |
| 10   | Athlone Town              | 21  | 26 | 8  | 5  | 13 | 35 | 43 | -8   |
| 11   | Sligo Rovers              | 21  | 26 | 7  | 7  | 12 | 36 | 58 | -22  |
| 12   | St. Patrick's Athletic FC | 17  | 26 | 5  | 7  | 14 | 34 | 55 | -21  |
| 13   | Drogheda United           | 16  | 26 | 6  | 4  | 16 | 27 | 46 | -19  |
| 14   | Drumcondra FC             | 11  | 26 | 3  | 5  | 18 | 26 | 56 | -30  |

| Légende : Qualifications et relégations | Légende : Qualifications et relégations                                                                                      |
| --------------------------------------- | --- |
|                                         | Champion d'Irlande et Coupe des clubs champions 1971-1972                                                                    |
|                                         | Coupe d'Europe des vainqueurs de coupe de football 1971-1972                                                                 |
|                                         | Coupe UEFA 1971-1972 |
|                                         | T : Tenant du titre P : Promu C : Vainqueur de la Coupe d'Irlande 1970-1971 CL : Vainqueur de la Coupe de la Ligue 1970-1971 |

## Source
- (en) Alex Graham, Football in the Republic of Ireland : a Statistical Record 1921–2005, Soccer Books Ltd, novembre 2005, 142 p. (ISBN 978-1862231351).